# Однажды в сказке (сезон 2)
Второй сезон американского драматического телесериала «Однажды в сказке». В США показ сезона осуществлял телеканал ABC с 30 сентября 2012 по 12 мая 2013 года. В этом сезоне появляются новые персонажи, в числе которых Капитан Крюк, Аврора, Мулан и принц Филипп, Покахонтас.

## Сюжет
Реальный и Сказочный мир соединились. И теперь, когда проклятие разрушено, сказочные персонажи очнулись и вспомнили, кем были. К их ужасу, они, по каким-то причинам, не вернулись назад в свой мир. Но что ещё хуже, Румпельштильцхен, он же мистер Голд, борясь с Реджиной за власть, вернул магию в город. У магии есть своё место в Зачарованном лесу, но её появление в Реальном мире, в Сторибруке, может привести к необъяснимым и непредсказуемым последствиям. Теперь сказочные персонажи должны противостоять магии, чтобы вернуться домой. Новые герои, новое знакомство со старыми, и те, кому можно было доверять, могут пойти против всех.

## Производство

### Кастинг
В феврале 2012 года стало известно, что повторяющиеся актрисы в первом сезоне Меган Ори (Красная Шапочка/Руби) и Эмили Де Рэвин (Белль) стали постоянными актрисами в течение второго сезона. 5 июля было объявлено, что Сара Болджер и актриса Джейми Чон присоединились к сериалу как повторяющиеся актрисы в роли Авроры (Спящая красавица) и Мулан, соответственно. В июле 2012 года, было объявлено, что Джулиан Моррис будет приглашённой звездой, как принц Филипп. 3 августа актёр Колин О’Донохью стал играть второстепенную роль Капитана Крюка; О’Донохью присоединился к основному касту во второй половине сезона. Позже 3 августа 2012 года, стало известно, что Майкл Реймонд-Джеймс присоединился к касту, как повторяющийся актёр сезона в роли Бейлфайра/Нила Кэссиди, сына Румпельштильцхена. Хорхе Гарсиа играет великана. Гарсия первоначально должен был появиться только в одном эпизоде, но впоследствии его роль была расширена. 
Актёр Рафаэль Сбардж, который играет Говорящего Сверчка стал повторяющейся приглашённой звездой в этом сезоне, в отличие от первого. Актриса Рэйчел Шелли играет Милу, жену Румпельштильцхена. Итан Эмбри присоединился к касту в роли Грега Менделла. Барбара Херши сыграла Кору, мать Реджины. Актёр Ной Бин исполнял свою роль Дэниела в пятом эпизоде «Доктор». Аннабет Гиш снялась в роли Аниты в 7 эпизоде. Актриса Роуз Макгоуэн была в роли молодой Коры. Рена Софер сыграла королеву Еву, мать Белоснежки. Джон Пайпер-Фергюсон был приглашённой звездой в 17-м эпизоде в роли Курта. Джейми Дорнан исполнил свою роль в качестве Шерифа Грэма Хамберта во второй половине сезона в «Добро пожаловать в Сторибрук».

### Съёмки
Основные съёмки начала сезона проводили в Ванкувере, Британская Колумбия, 16 июля 2012 года и завершено 5 апреля 2013 года. Город Стевестон был представлен как Сторибрук.

### Саундтрек
Саундтрек вышел 13 августа 2013 года. Его длительность составляет 63 минуты и 53 секунды.
Слова и музыка всех песен — Марка Айшема.
| №   | Название                        | Длительность |
| --- | ------------------------------- | ------------ |
| 1.  | «Sleeping Beauty»               | 2:29         |
| 2.  | «True Love»                     | 4:45         |
| 3.  | «Magic»                         | 3:12         |
| 4.  | «We are Both»                   | 1:41         |
| 5.  | «Meet the Jefferson»            | 2:37         |
| 6.  | «Ruby and Granny»               | 1:54         |
| 7.  | «A Real Boy»                    | 2:26         |
| 8.  | «The Hedge Maze»                | 4:13         |
| 9.  | «Regina's True Love»            | 2:29         |
| 10. | «Storybrooke Reunions»          | 2:12         |
| 11. | «The Duelists»                  | 1:21         |
| 12. | «The Lady Jack»                 | 0:45         |
| 13. | «In a Burning Room»             | 4:16         |
| 14. | «Tallahassee»                   | 2:21         |
| 15. | «This Boy Will Be Your Undoing» | 2:46         |
| 16. | «Science!»                      | 1:23         |
| 17. | «To Neverland!»                 | 1:58         |
| 18. | «Cora's Waltz»                  | 2:19         |
| 19. | «Snow White in Black»           | 2:45         |
| 20. | «How Magic Is Made»             | 3:33         |
| 21. | «One Perfect Day After Another» | 2:37         |
| 22. | «Bae and the Shadow»            | 2:45         |
| 23. | «Tamara Shows Her True Colors»  | 2:45         |
| 24. | «The Adventure Begins»          | 2:14         |
| 25. | «Main Title»                    | 0:14         |

## В ролях

### Основной состав
- Джиннифер Гудвин — Белоснежка/Мэри Маргарет Бланшар (21 эпизод)
- Дженнифер Моррисон — Эмма Свон/Спасительница (22 эпизода)
- Лана Паррия — Злая королева/Реджина Миллс (22 эпизода)
- Джошуа Даллас — Прекрасный принц/Дэвид Нолан (22 эпизода)
- Эмили Де Рэвин — Белль/Лэйси Френч (15 эпизодов)
- Колин О’Донохью — Капитан Киллиан «Крюк» Джонс (15 эпизодов)
- Джаред Гилмор — Генри Миллс (22 эпизода)
- Меган Ори — Красная Шапочка/Руби Лукас (12 эпизодов)
- Роберт Карлайл — Румпельштильцхен/Мистер Голд (19 эпизодов)

### Второстепенный состав
- Ли Аренберг — Ворчун/Лерой/Мечтатель (12 эпизодов)
- Майкл Реймонд-Джеймс — Бейлфайр/Нил Кэссиди (11 эпизодов)
- Беверли Эллиотт — Вдова Лукас/Бабушка (10 эпизодов)
- Барбара Херши — Кора/Червонная Королева (10 эпизодов)
- Джеффри Кайзер — Простачок (10 эпизодов)
- Майкл Колман — Весельчак (10 эпизодов)
- Миг Макарио — Скромник (10 эпизодов)
- Фаустино Ди Бауда — Соня/Уолтер (10 эпизодов)
- Дэвид-Пол Гроув — Умник (10 эпизодов)
- Сара Болджер — Аврора (9 эпизодов)
- Итан Эмбри — Грег Менделл/Оуэн Флинн (9 эпизодов)
- Джейми Чон — Мулан (9 эпизодов)
- Киган Коннор Трейси — Голубая Фея/Мать-Настоятельница (8 эпизодов)
- Рафаэль Сбардж — Говорящий Сверчок/Доктор Арчи Хоппер (7 эпизодов)
- Соникуа Мартин-Грин — Тамара (6 эпизодов)
- Дэвид Андерс — Доктор Виктор Франкенштейн/Доктор Вэйл (5 эпизодов)
- Гейб Наут — Чихун/Том Кларк (5 эпизодов)
- Тони Амендола — Джеппетто/Марко (4 эпизода)
- Кристофер Готье — Уильям Сми (4 эпизода)
- Алан Дэйл — Король Джордж/Альберт Спенсер (4 эпизода)
- Хорхе Гарсиа — Антон/Кроха (3 эпизода)
- Себастиан Стэн — Сумасшедший Шляпник/Джефферсон (3 эпизода)
- Джулиан Моррис — Принц Филипп (3 эпизода)

### Приглашённые актёры
- Джейми Дорнан — Охотник/Шериф Грэм Хамберт (1 эпизод)
- Эйон Бэйли — Пиноккио/Август Уэйн Бут (3 эпизода)
- Тони Перес — Генри-старший (2 эпизода)
- Дилан Шмид — Бейлфайр в детстве (2 эпизода)
- Том Эллис — Робин Гуд/Робин из Локсли (1 эпизод)
- Фрея Тингли — Венди Дарлинг (1 эпизод)
- Паркер Крофт — Феликс (1 эпизод)
- Габриэль Роуз — Рут (1 эпизод)
- Эрик Кинлисайд — Сэр Морис/Мо Френч (1 эпизод)
- Ной Бин — Дэниел (1 эпизод)
- Бэйли Мэдисон — Белоснежка в детстве (2 эпизода)
- Рэйчел Шелли — Мила (2 эпизода)
- Роуз Макгоуэн — Кора в молодости (1 эпизод)
- Синкуа Уоллс — Сэр Ланселот (1 эпизод)
- Аннабет Гиш — Анита (1 эпизод)
- Бен Холлингсворт — Куинн (1 эпизод)
- Грегори Итцин — Альфонс Франкенштейн (1 эпизод)
- Чад Майкл Коллинз — Герхардт Франкенштейн (1 эпизод)
- Кэссиди Фриман — Джеклин (1 эпизод)
- Лесли Никол — Джоанна (1 эпизод)
- Рена Софер — Королева Ева (1 эпизод)
- Жоаким ди Алмейда — Король Ксавье (1 эпизод)
- Джон Пайпер-Фергюсон — Курт Флинн (1 эпизод)
- Бенджамин Стокхэм — Оуэн Флинн в детстве (1 эпизод)
- Ци Ма — Дракон (1 эпизод)

## Эпизоды
| № общий | № в сезоне | Название                                                       | Режиссёр             | Автор сценария                  | Дата премьеры    | Зрители в США (млн) |
| --- | ---------- | -------------------------------------------------------------- | -------------------- | ------------------------------- | ---------------- | ------------------- |
| 23 | 1          | «Broken» «Заклятие пало»                                       | Ральф Хемекер        | Эдвард Китсис и Адам Хоровиц    | 30 сентября 2012 | 11,36               |
| Как только проклятье было разрушено, жители Сторибрука вспомнили свою жизнь в Зачарованном Лесу. Вымысел и реальность начинают сливаться воедино. Тем не менее, герои не перемещаются обратно домой. Мистер Голд призвал в Сторибрук магию, чтобы одержать победу над Реджиной. В Зачарованном Лесу Принц Филипп и его компаньонка Мулан пробуждают ото сна возлюбленную принца — Аврору и обнаруживают, что им предстоит столкнуться со смертельным врагом. |            |                                                                |                      |                                 |                  |                     |
| 24 | 2          | «We Are Both» «Едины в двух лицах»                             | Дин Уайт             | Джейн Эспенсон                  | 7 октября 2012   | 9,84                |
| Реджина пытается вернуть свои волшебные силы. Дэвид разыскивает Мэри Маргарет и Эмму. Семь гномов узнают, что случается с тем, кто пытается покинуть границы Сторибрука. В Зачарованном Лесу наступает день свадьбы Реджины и Короля Леопольда. Реджина встречает волшебника, который обещает ей обрести независимость от её матери Коры. |            |                                                                |                      |                                 |                  |                     |
| 25 | 3          | «Lady of the Lake» «Владычица озера»                           | Милан Чейлов         | Эндрю Чамблис и Йен Голдберг    | 14 октября 2012  | 9,45                |
| В темнице Мэри Маргарет и Эмма сталкиваются с Корой — матерью Злой Королевы. Кора жаждет найти дочь и ждет для этого удобного случая. С помощью Ланселота, Мулан и Авроры Эмма с Белоснежкой ищут путь возвращения в Сторибрук. Если и остался хоть один волшебный портал, связывающий миры, то это тот самый шкаф из волшебного дерева, что переместил Эмму. Наши герои направляются в замок Белоснежки и Прекрасного принца. А в Сторибруке Генри пытается убедить Безумного Шляпника — Джефферсона не трусить и встретиться со своей дочерью. В Сказочном лесу король Георг проклинает Белоснежку и смертельно ранит мать Прекрасного принца. Спасти их могут только воды Волшебного озера. Но Владычица Озера погибла, озеро пересохло и воды осталось лишь на один глоток… |            |                                                                |                      |                                 |                  |                     |
| 26 | 4          | «The Crocodile» «Крокодил»                                     | Дэвид Соломон        | Дэвид Х. Гудман и Роберт Халл   | 21 октября 2012  | 9,89                |
| В шахтах Сторибрука гномы ищут волшебную пыль, чтобы вернуть Эмму и Мэри Маргарет. Поняв, что мистер Голд так и не может быть с ней честным, Белль уходит от него к отцу. Голд разыскивает Белль, а мистер Мо готов пойти на самые отчаянные меры, чтобы заставить дочь все позабыть. Нам рассказывают историю семьи Румпельштильцхена, которую он потерял из-за трусости и темного волшебства. Мы узнаем, кто такой капитан Крюк и что привело его в Нэтландию. |            |                                                                |                      |                                 |                  |                     |
| 27 | 5          | «The Doctor» «Доктор»                                          | Пол Эдвардс          | Эдвард Китсис и Адам Хоровиц    | 28 октября 2012  | 9,85                |
| Вернувшись в убежище Мэри Маргарет, Эмма, Мулан и Аврора видят, что там побывала Кора. Убежище разгромлено, а все жители перебиты. За исключением одного. Выживший говорит, что он местный кузнец. Но Эмма ему не верит. А в Сторибруке Реджина пытается жить без колдовства, как она обещала Генри. На сеансе у доктора Хоппера Реджина рассказывает историю своей любви. После сеанса она видит на улице Сторибрука призрак Дэниэла. Понимая, кто к этому может быть причастен, Реджина едет в больницу. Эмме вместе с подругами удается расколоть «кузнеца» и обрести в нем, пусть и ненадежного, но союзника в поисках пути в Сторибрук. Тем временем нам рассказывают про обучение Реджины колдовству темным властелином.                                                  |            |                                                                |                      |                                 |                  |                     |
| 28 | 6          | «Tallahassee» «Таллахасси»                                     | Дэвид Баррет         | Кристин Бойлэн и Джейн Эспенсон | 4 ноября 2012    | 10,15               |
| Капитан Крюк приводит Эмму, Мэри Маргарет, Мулан и Аврору к бобовому стеблю. Чтобы добыть волшебный компас, надо взобраться по стеблю и одолеть великана. В рискованное путешествие вместе с капитаном отправляется Эмма. Эмма узнает, почему Крюк так жаждет смерти Румпельштильцхена. Вместе с тем нам раскрывают некоторые подробности из прошлой Эммы. |            |                                                                |                      |                                 |                  |                     |
| 29 | 7          | «Child of the Moon» «Дитя Луны»                                | Энтони Хемингуэй     | Эндрю Чамблис и Йен Голдберг    | 11 ноября 2012   | 8,75                |
| Гномы находят алмазы. Перетерев их можно получить волшебную пыль. А с помощью пыли и Шляпы открыть портал и спасти Эмму с Белоснежкой. Генри продолжают сниться кошмары. Поняв, что это не просто сон, Реджина обращается за помощью к мистеру Голду. Тот дарит мальчику волшебный талисман. В Сторибруке грядет первое полнолуние после падения заклятья. Руби боится, что став волком, она может напасть на горожан. Дэвид имеет неприятный разговор со Спенсором — королем Георгом. В сказочном лесу Красная шапочка встречает Квина и таких же оборотней, как и она. |            |                                                                |                      |                                 |                  |                     |
| 30 | 8          | «Into the Deep» «В глубину»                                    | Рон Андервуд         | Калинда Васкес и Дэниэл Томсен  | 25 ноября 2012   | 8,82                |
| Кора предпринимает попытку выкрасть компас у Эммы и Белоснежки/Мэри Маргарет, чтобы определить расположение портала в Сторибрук. Реджина и мистер Голд должны подвергнуть опасности жизнь Дэвида/Прекрасного принца, чтобы он смог установить контакт с Белоснежкой и передал ей важную информацию, которая поможет ей и Эмме вернуться в Сторибрук. |            |                                                                |                      |                                 |                  |                     |
| 31 | 9          | «Queen of Hearts» «Червонная королева»                         | Ральф Хемекер        | Эдвард Китсис и Адам Хоровиц    | 2 декабря 2012   | 9,10                |
| Крюк и Кора сталкиваются с Эммой и Белоснежкой в борьбе за компас. Мистер Голд и Реджина в попытке предотвратить появление Коры планируют убить любого, кто пройдёт через портал, что ставит жизнь Эммы и Мэри Маргарет перед угрозой смерти. Тем временем, в недавнем прошлом в Зачарованном Лесу Капитан Крюк отправляется в Страну Чудес и встречается с мстительной Королевой Червей. |            |                                                                |                      |                                 |                  |                     |
| 32 | 10         | «The Cricket Game» «Игра в крикет»                             | Дин Уайт             | Дэвид Х. Гудман и Роберт Халл   | 6 января 2013    | 9,10                |
| Когда Реджину обвиняют в гибели сказочного персонажа, Эмма верит в её невиновность. Возвращаясь в прошлое, Белоснежка и Прекрасный принц планируют убийство Злой Королевы. |            |                                                                |                      |                                 |                  |                     |
| 33 | 11         | «The Outsider» «Аутсайдер»                                     | Дэвид Соломон        | Эндрю Чамблис и Йен Голдберг    | 13 января 2013   | 8,24                |
| Мистер Голд пытается выяснить, позволит ли его заклинание пересечь ему черту города, чтобы найти сына. Между тем Белль встречается с Мулан, чтобы победить злого демона Яогуай. |            |                                                                |                      |                                 |                  |                     |
| 34 | 12         | «In the Name of the Brother» «Во имя брата»                    | Милан Чейлов         | Джейн Эспенсон                  | 20 января 2013   | 7,68                |
| Доктору Вэйлу поручают излечить раны Крюка и прооперировать незнакомца, чья машина разбилась около Сторибрука. Но некоторые жители города боятся, что незнакомец мог видеть магию, которая может открыть миру их настоящие личности, и думают, что оставить его умирать будет наилучшим решением. Тем временем, мистер Голд пытается воссоединиться с побывавшей за чертой города Белль, а Кора - со своей дочерью Реджиной. В Сказочной Стране Виктор отчаянно пытается доказать своему отцу, что он может воскрешать мёртвых. |            |                                                                |                      |                                 |                  |                     |
| 35 | 13         | «Tiny» «Кроха»                                                 | Гай Ферланд          | Кристин Бойлэн и Калинда Васкес | 10 февраля 2013  | 7,08                |
| Похищенный и доставленный в Сторибрук Корой Великан (Хорхе Гарсиа) даёт волю своему гневу и мести в городе. Ошибаясь в том, кем является человек на самом деле, Великан решает свести счёты с Дэвидом. Мистер Голд, вместе с Эммой и Генри, пытается покинуть Сторибрук - надеясь не лишиться воспоминаний, пересекает черту города. Он отправляется в аэропорт, чтобы продолжить поиски своего сына, Бея. Грег (Итан Эмбри) допрашивает Белль, чтобы узнать, что же она видела ночью, когда случилась авария. Тем временем, в Сказочной Стране, против воли своего брата, Великан Антон спускается вниз по Бобовому Стеблю и пытается подружиться с людьми, чьи намерения совсем не кажутся благородными.                                                                      |            |                                                                |                      |                                 |                  |                     |
| 36 | 14         | «Manhattan» «Манхэттен»                                        | Дин Уайт             | Эдвард Китсис и Адам Хоровиц    | 17 февраля 2013  | 7,61                |
| Генри, Эмма и мистер Голд отправляются на поиски сына мистера Голда, а в это время Крюк, Реджина и Кора пытаются найти одно из самых ценных владений Румпельштильцхена. |            |                                                                |                      |                                 |                  |                     |
| 37 | 15         | «The Queen Is Dead» «Королева мертва»                          | Гвинет Хордер-Пэйтон | Дэниэл Томсен и Дэвид Х. Гудман | 3 марта 2013     | 7,39                |
| Мэри Маргарет узнает, что Реджина и Кора заодно и ищут кинжал Румпельштильцхена. Некоторые события заставляют её пересмотреть свои взгляды на добро и зло. Тем временем в Зачарованном Лесу Белоснежка с помощью магии Голубой Феи пытается спасти свою умирающую мать, королеву Еву. |            |                                                                |                      |                                 |                  |                     |
| 38 | 16         | «The Miller's Daughter» «Дочь мельника»                        | Ральф Хемекер        | Джейн Эспенсон                  | 10 марта 2013    | 7,64                |
| На корабле Крюка Эмма, Генри, Нил и раненый Голд возвращаются в Сторибрук. Все понимают, в какой опасности они оказались. Реджина и Кора с кинжалом Румпельштильцхена направляются в лавку Голда, где Эмма, Мэри Маргарет, Нил и Дэвис пытаются спрятать Голда и установить перед входом магическую защиту. Пытаясь помочь Голду и вспомнив, кто убил ее мать, Мэри Маргарет опять оказывается перед нелегким выбором. Вместе с тем нам рассказывают историю дочки мельника по имени Кора, о ее пути к власти и договоре с Румпельштильцхеном. |            |                                                                |                      |                                 |                  |                     |
| 39 | 17         | «Welcome to Storybrooke» «Добро пожаловать в Сторибрук»        | Дэвид Баррет         | Йен Голдберг и Эндрю Чамблис    | 17 марта 2013    | 7,45                |
| Мэри Маргарет находится в глубокой депрессии по причине участия в гибели Коры, а Реджина по той же причине находится в состоянии неконтролируемой злобы. Тем временем, в далеком 1983 году мужчина по имени Флинн с сыном Оуэном обнаруживают материализовавшийся прямо из воздуха Сторибрук. |            |                                                                |                      |                                 |                  |                     |
| 40 | 18         | «Selfless, Brave and True» «Самоотверженный, храбрый и верный» | Ральф Хемекер        | Роберт Халл и Калинда Васкес    | 24 марта 2013    | 7,38                |
| Нил сообщает Эмме, что Крюк на свободе, а его невеста Тамара собирается приехать в Сторибрук. Мэри Маргарет, мучимая чувством вины, уходит в лес, чтобы побыть наедине с собой. Там она неожиданно находит Августа. Когда проклятье пало, Август очнулся, но остался полностью деревянным. Нил пытается объяснить Тамаре, кто он и откуда. Мы узнаем историю Августа и про его попытку исцелиться. Джепетто, Эмма и Мэри Маргарет обращаются к матери-настоятельнице с просьбой помочь Августу. Но увы, Голубая фея бессильна, потому что исцеление Августа в нем самом. |            |                                                                |                      |                                 |                  |                     |
| 41 | 19         | «Lacey» «Лэйси»                                                | Милан Чейлов         | Эдвард Китсис и Адам Хоровиц    | 21 апреля 2013   | 7,37                |
| Голд сообщает Реджине, что Нил — отец Генри. Понимая, что Белль единственная, кто может перетянуть Румпельштильцхена на сторону добра, Реджина внушает ей ложные воспоминания. Белль считает, что она любительница баров по имени Лейси. Дэвид и Мэри Маргарет показывают Эмме делянку с волшебными бобами. Это способ вернуться домой, в Сказочный лес. Но только хочет ли этого Эмма? Вместе с тем нам рассказывают историю о том, как пересеклись пути Румпельштильцхена и Робин Гуда. |            |                                                                |                      |                                 |                  |                     |
| 42 | 20         | «The Evil Queen» «Злая Королева»                               | Гвинет Хордер-Пэйтон | Джейн Эспенсон и Кристин Бойлэн | 28 апреля 2013   | 7,16                |
| Реджина уничтожает волшебные бобы кроме нескольких ростков. Крюк соглашается на сделку с Менделлем и Тамарой, взамен на месть. Тем временем в Зачарованном Лесу Злая Королева просит у Румпельштильцхена помощи, чтобы она могла понять, почему народ верен не ей, а Белоснежке. |            |                                                                |                      |                                 |                  |                     |
| 43 | 21         | «Second Star to the Right» «Вторая звезда справа»              | Ральф Хемекер        | Эндрю Чамблис и Йен Голдберг    | 5 мая 2013       | 7,50                |
| Эмма, Мэри Маргарет и Дэвид, придя в офис Реджины, обнаруживают, что она пропала. В исчезновении Реджины Эмма подозревает Тамару. Она снова отправляется в номер, где остановились Нил и Тамара, чтобы найти улики. Тем временем Грег пытает Реджину с целью выяснить, где его отец. Мэри Маргарет и Дэвид идут к Голду за помощью. Может он знает, где искать Реджину. Тем временем нам рассказывают историю, как Бей попав в Лондон знакомится с чудесной девочкой по имени Венди Дарлинг и пытается спасти ее и ее братьев от темного призрака. |            |                                                                |                      |                                 |                  |                     |
| 44 | 22         | «And Straight On 'til Morning» «И до самого утра»              | Дин Уайт             | Эдвард Китсис и Адам Хоровиц    | 12 мая 2013      | 7,22                |
| Мэри Маргарет и Дэвис сообщают Голду об исчезновении раненого Нила в портале, который открыл волшебный боб. Тамара и Грег похищают у Реджины триггер, с помощью которого можно уничтожить Сторибрук. Они активируют триггер, и алмаз начинает действовать. Единственный выход — забрать у Тамары и Грега волшебный боб и отправить всех жителей Сторибрука в Сказочный лес до того, как свершится катастрофа. Но Мэри Маргарет предлагает другой план. Все это требует времени, которого почти нет. Реджина пытается сдержать камень, но ее сил недостаточно. Тогда к ней на помощь приходят все остальные… Вместе с тем нам рассказывают, как Бей попадает на борт корабля, принадлежавшего капитану Крюку, и становится пиратом.                                              |            |                                                                |                      |                                 |                  |                     |

## Рейтинги

### Рейтинги США
| №         | Название                       | Дата оригинального показа | Рейтинг | Оценка | Рейтинг 18–49 | Зрители (миллионы) | Недельный ранк |
| --------- | ------------------------------ | ------------------------- | ------- | ------ | ------------- | ------------------ | -------------- |
| 23 (2-01) | «Broken»                       | сентябрь 30, 2012         | 6.6     | 10     | 3.9/10        | 11.36              | #19            |
| 24 (2-02) | «We Are Both»                  | октябрь 7, 2012           | 5.7     | 9      | 3.4/9         | 9.84               | #18            |
| 25 (2-03) | «Lady of the Lake»             | октябрь 14, 2012          | 5.6     | 8      | 3.0/8         | 9.45               | #25            |
| 26 (2-04) | «The Crocodile»                | октябрь 21, 2012          | 5.7     | 8      | 3.3/8         | 9.89               | #20            |
| 27 (2-05) | «The Doctor»                   | октябрь 28, 2012          | 5.6     | 8      | 3.4/8         | 9.85               | #26            |
| 28 (2-06) | «Tallahassee»                  | ноябрь 4, 2012            | 5.7     | 8      | 3.5/8         | 10.15              | #23            |
| 29 (2-07) | «Child of the Moon»            | ноябрь 11, 2012           | 4.9     | 7      | 2.7/7         | 8.75               | #25            |
| 30 (2-08) | «Into the Deep»                | ноябрь 25, 2012           | н/д     | 8      | 3.1/7         | 8.82               | #28            |
| 31 (2-09) | «Queen of Hearts»              | декабрь 2, 2012           | 5.6     | 8      | 3.1/8         | 9.10               | #28            |
| 32 (2-10) | «The Cricket Game»             | январь 6, 2013            | 5.5     | 8      | 3.1/8         | 9.10               | н/д            |
| 33 (2-11) | «The Outsider»                 | январь 13, 2013           | 5.0     | 7      | 2.8/7         | 8.24               | #24            |
| 34 (2-12) | «In the Name of the Brother»   | январь 20, 2013           | 4.9     | 7      | 2.4/6         | 7.68               | н/д            |
| 35 (2-13) | «Tiny»                         | февраль 10, 2013          | 4.6     | 7      | 2.2/5         | 7.08               | н/д            |
| 36 (2-14) | «Manhattan»                    | февраль 17, 2013          | 4.9     | 8      | 2.4/6         | 7.61               | н/д            |
| 37 (2-15) | «The Queen is Dead»            | март 3, 2013              | 5.0     | 8      | 2.2/6         | 7.39               | н/д            |
| 38 (2-16) | «The Miller’s Daughter»        | март 10, 2013             | н/д     | н/д    | 2.3/6         | 7.64               | #20            |
| 39 (2-17) | «Welcome to Storybrooke»       | март 17, 2013             | н/д     | н/д    | 2.3/6         | 7.45               | н/д            |
| 40 (2-18) | «Selfless, Brave and True»     | март 24, 2013             | н/д     | н/д    | 2.2/6         | 7.38               | н/д            |
| 41 (2-19) | «Lacey»                        | апрель 21, 2013           | н/д     | н/д    | 2.1/6         | 7.37               | н/д            |
| 42 (2-20) | «The Evil Queen»               | апрель 28, 2013           | н/д     | н/д    | 2.0/6         | 7.16               | н/д            |
| 43 (2-21) | «Second Star to the Right»     | май 5, 2013               | н/д     | н/д    | 2.2/6         | 7.50               | н/д            |
| 44 (2-22) | «And Straight On 'Til Morning» | май 12, 2013              | н/д     | н/д    | 2.3/7         | 7.33               | н/д            |

### Оригинальный показ + повторы за 7 дней
| №         | Название                       | Дата оригинального показа | Зрители 18–49 | Зрители (миллионы) | Общий 18-49 | Все зрители (миллионы) | Прим.  |
| --------- | ------------------------------ | ------------------------- | ------------- | ------------------ | ----------- | ---------------------- | ------ |
| 23 (2-01) | «Broken»                       | September 30, 2012        | 1.4           | 3.11               | 5.3         | 14.46                  | [ 39 ] |
| 24 (2-02) | «We Are Both»                  | October 7, 2012           | 1.3           | 2.91               | 4.7         | 12.75                  | [ 40 ] |
| 25 (2-03) | «Lady of the Lake»             | October 14, 2012          | 1.4           | 2.96               | 4.4         | 12.41                  | [ 41 ] |
| 26 (2-04) | «The Crocodile»                | October 21, 2012          | 1.5           | 3.12               | 4.8         | 13.01                  | [ 42 ] |
| 27 (2-05) | «The Doctor»                   | October 28, 2012          | 1.5           | 3.11               | 4.9         | 12.96                  | [ 43 ] |
| 28 (2-06) | «Tallahassee»                  | November 4, 2012          | 1.4           | 3.09               | 4.9         | 13.24                  | [ 44 ] |
| 29 (2-07) | «Child of the Moon»            | November 11, 2012         | 1.5           | 3.22               | 4.2         | 11.97                  | [ 45 ] |
| 30 (2-08) | «Into the Deep»                | November 25, 2012         | 1.3           | 3.11               | 4.4         | 11.93                  | [ 46 ] |
| 31 (2-09) | «Queen of Hearts»              | December 2, 2012          | 1.2           | 2.56               | 4.3         | 11.66                  | [ 47 ] |
| 32 (2-10) | «The Cricket Game»             | January 6, 2013           | 1.1           | 2.46               | 4.2         | 11.55                  | [ 48 ] |
| 33 (2-11) | «The Outsider»                 | January 13, 2013          | 1.3           | 2.82               | 4.1         | 11.07                  | [ 49 ] |
| 34 (2-12) | «In the Name of the Brother»   | January 20, 2013          | 1.3           | 3.03               | 3.7         | 10.72                  | [ 50 ] |
| 35 (2-13) | «Tiny»                         | February 10, 2013         | 1.1           | 2.69               | 3.3         | 9.74                   | [ 51 ] |
| 36 (2-14) | «Manhattan»                    | February 17, 2013         | 1.1           | 2.54               | 3.5         | 10.15                  | [ 52 ] |
| 37 (2-15) | «The Queen is Dead»            | March 3, 2013             | 1.2           | 2.68               | 3.4         | 10.07                  | [ 53 ] |
| 38 (2-16) | «The Miller’s Daughter»        | March 10, 2013            | 1.1           | 2.56               | 3.4         | 10.20                  | [ 54 ] |
| 39 (2-17) | «Welcome to Storybrooke»       | March 17, 2013            | 1.0           | 2.36               | 3.3         | 9.81                   | [ 55 ] |
| 40 (2-18) | «Selfless, Brave and True»     | March 24, 2013            | 1.0           | 2.41               | 3.2         | 9.79                   | [ 56 ] |
| 41 (2-19) | «Lacey»                        | April 21, 2013            | 0.9           | 1.98               | 3.0         | 9.35                   | [ 57 ] |
| 42 (2-20) | «The Evil Queen»               | апрель 28, 2013           | н/д           | н/д                | 2.0/6       | 7.16                   | н/д    |
| 43 (2-21) | «Second Star to the Right»     | май 5, 2013               | н/д           | н/д                | 2.2/6       | 7.50                   | н/д    |
| 44 (2-22) | «And Straight On 'Til Morning» | май 12, 2013              | н/д           | н/д                | 2.3/7       | 7.33                   | н/д    |